# 德吕卡
德吕卡（法語：Drucat，法語發音：[dʁyka]）是法国上法蘭西大區索姆省的一个市镇，属于阿布维尔区。

## 地理
德吕卡（50°8'36"N, 1°52'15"E）面积10.84 平方千米，位于法国上法蘭西大區索姆省，该省份为法国北部沿海省份，北起加来海峡省和北部省，西接滨海塞纳省和大西洋英吉利海峡，南至瓦兹省，东临埃纳省。
与德吕卡接壤的市镇（或旧市镇、城区）包括：讷伊洛皮塔勒、阿布维尔、比尼圣马克卢、卡乌尔、欧维莱尔、米朗库尔昂蓬蒂厄。

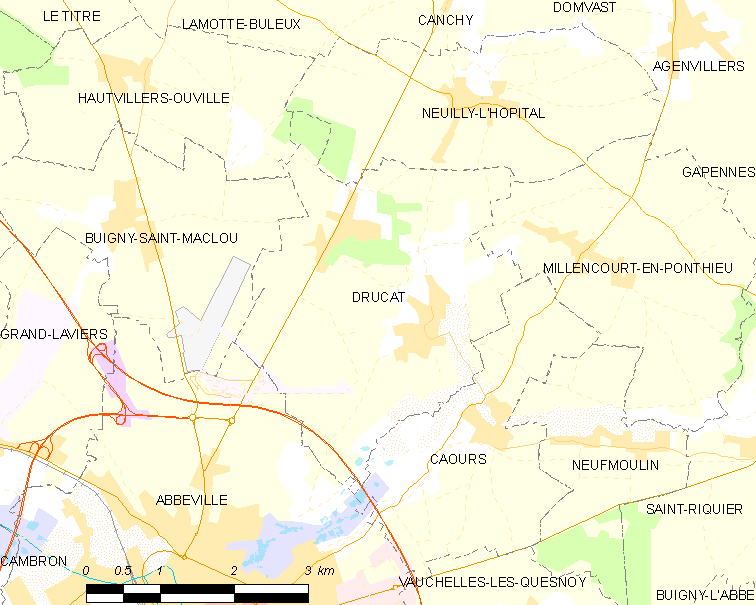
德吕卡的OSM定位图

德吕卡的时区为UTC+01:00、UTC+02:00（夏令时）。

## 行政
德吕卡的邮政编码为80132，INSEE市镇编码为80260。

## 政治
德吕卡所属的省级选区为阿布维尔第一县。

## 人口

1962-2008年间德吕卡人口变化图示

德吕卡于2022年1月1日时的人口数量为902人。